# Sattelhof Zwenkau

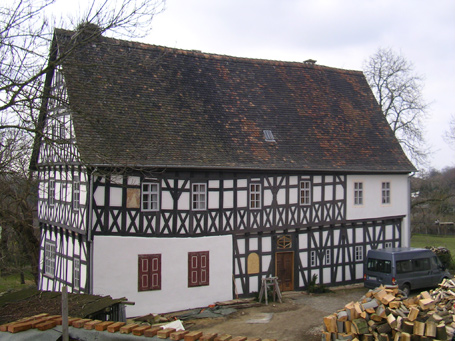
Sattelhof, Hofansicht des Haupthauses

Der Sattelhof Zwenkau ist ein Lehenshof in der Kleinstadt Zwenkau im Landkreis Leipzig in Sachsen. Die erste urkundliche Erwähnung stammt aus dem Jahre 1431.

## Geschichte

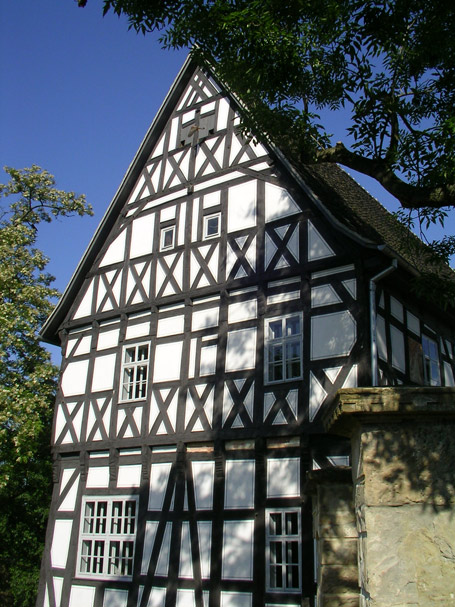
Haupthaus, Ziergiebel

Das herrschaftliche Fachwerkhaus wurde um 1500 erbaut und ist somit das älteste Gebäude seiner Art im Südraum Leipzigs. Teile des spätgotischen Gebäudes stammen von einem Vorgängerbau aus dem 14. Jahrhundert.
Der Begriff „Sattelhof“ leitet sich von „Sydelhoff“ bzw. „Sedilhoff“ (Siedelhof) her. Es ist die im Mittelalter übliche Bezeichnung für den Sitz eines Vasallen (eines kleinen Herrschaftsträgers), der als Gegenleistung für seine Gefolgschaft einen Lehnshof erhält. In der Neuzeit bürgerte sich der Begriff „Rittergut“ ein.
Im Falle Zwenkaus waren die Lehnsherren (Lehensgeber) die Bischöfe zu Merseburg, nach der Säkularisierung des Kirchenbesitzes (ab 1565) die sächsischen Herzöge zu Sachsen-Merseburg, schließlich wieder unmittelbar die Kurfürsten und dann die sächsischen Könige.
Seit 1595 ist der Rat der Stadt Zwenkau Lehensnehmer, der das Anwesen verpachtet hat. Die Pächter bzw. Besitzer des Sattelhofes sind seit 1595 überliefert. Die Eigentümerliste umfasst mehr als 20 Namen, darunter auch bedeutende Leipziger Persönlichkeiten, wie die Tochter des Verlegers Johann Gottlob Immanuel Breitkopf, Theodora Sophia Constantine Oehme.
Im Laufe seiner langen Geschichte wurde der Zwenkauer Sattelhof baulich stark verändert. Vor allem aus der Barockzeit stammen viele interessante Umbauten.

## Rettung des Denkmals
Im Jahr 2000 übernahm eine Eigentümergemeinschaft den Hof und gründete den Sattelhofverein Zwenkau. Zu diesem Zeitpunkt war nur noch das Haupthaus teilweise bewohnbar. Alle anderen Bauten galten als einsturzgefährdet. Der Sattelhovferein ist ein gemeinnütziger Verein, der sich die Erhaltung des Sattelhofes und seine kulturelle Nutzung zum Ziel gesetzt hat. Neben vielfältigen kulturellen Aufgaben realisierte der Verein 2005–2008 die Umsetzung einer denkmalgeschützten Fachwerkscheune aus der Ortslage Heuersdorf nach Zwenkau.
Im Jahr 2008 wurden die umfangreichen Sanierungsarbeiten am Haupthaus abgeschlossen. Am 25. April dieses Jahres wurde dies bei einem Empfang gefeiert. Am Abend gab es dann auch das erste Konzert in dem wieder entstandenen Saal.

## Nebengebäude

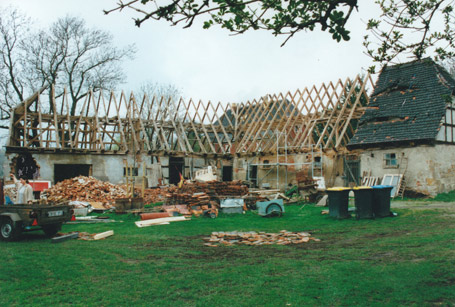
Nebengebäude bei Abriss 2001

Das aus dem frühen 19. Jahrhundert stammende L-förmige Nebengebäude schließt den Sattelhof in östlicher und nördlicher Richtung ab. Die ursprünglich geplante Erhaltung des Gebäudes bei der Übernahme 2001 ließ sich nicht realisieren, da sowohl die Grundmauern als auch der Dachstuhl bereits stark geschädigt waren. In Abstimmung mit den Denkmalbehörden wurde das Gebäude daraufhin teilweise abgetragen und in gleicher Kubatur neu errichtet.
Es beinhaltet jetzt zwei moderne Wohneinheiten.

## Heuersdorfer Scheune

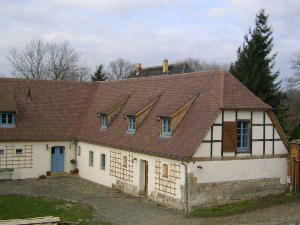
Nebengebäude 2002

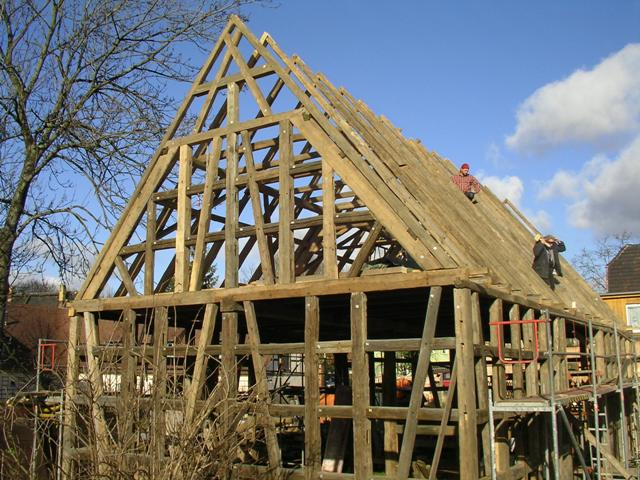
Heuersdorfer Scheune beim Aufbau in Zwenkau

Überlegungen, den ursprünglich fünfseitigen Hof wieder zu komplettieren, ergaben sich 2005. Die Gemeinde Heuersdorf bei Borna hatte ihren Kampf gegen die Abraumbagger des Tagebaues „Vereinigtes Schlehenhain“ endgültig verloren. Noch vor der spektakulären Umsetzung der romanischen Heuersdorfer Emmauskirche nach Borna begann der Sattelhofverein im Dezember 2006 mit der Demontage der denkmalgeschützten Scheune des Hofes, Hauptstraße 65. Die „Heuersdorfer Scheune“ ist ein Fachwerkgebäude mit dreiteiligem Grundriss. In der Mitte liegt die 3,20 Meter breite Tenne. An beiden Seiten schließen sich die 5,30 Meter breiten Bansen an. Die Gesamtabmessung beträgt 7 × 15 Meter. Die Traufe liegt bei 4 Metern, die Firsthöhe ist 9 Meter. Die Tenne ist ohne Durchfahrt gebildet und hat einen 1,5 Meter langen Anbau, den „Deichsel-Schuppen“. Bei der Demontage der „Heuersdorfer Scheune“ wurden alle Balken, Tore, Türen sowie Dachziegel nach Zwenkau transportiert und eingelagert.
2008 wurde mit dem Aufbau der Scheune begonnen und 2009 mit den Lehmarbeiten abgeschlossen.
In Heuersdorf konnten außerdem eine Toranlage aus Sandstein sowie ein kleines Fachwerkgebäude und alte Dachziegel geborgen werden. Alle Bauteile sind im Zwenkauer Sattelhof aufgebaut und verarbeitet worden.